# Distretto di Tazoult
Il distretto di Tazoult è un distretto della provincia di Batna, in Algeria, con capoluogo Tazoult.

## Comuni
Il distretto comprende i seguenti comuni:
- Tazoult
- Ouyoun El Assafir